# Chiisana bokura no ōki na heart
Chiisana bokura no ōki na heart (小さな僕らの大きなハート?) è il quarto singolo pubblicato dalla cantante j-pop Ichiko. Questo singolo è stato pubblicato il 20 giugno 2007. Il brano Chiisana bokura no ōki na HEART è stato utilizzato come sigla di apertura della serie anime Dinosaur King. La traccia B 1 2 3 4 Go Go Gooooo!!! Kyōryū kazoeuta (1 2 3 4 Go Goゴォォォォ!!!〜恐竜かぞえうた〜?) è invece un'image song della stessa serie anime. Il singolo uscì nella sola edizione regolare (HMCH-2023).

## Lista tracce
1. Chiisana bokura no ōki na HEART
2. 1 2 3 4 Go Go GOoooo!!! ~Kyouryuu Kazoeuta~
3. Chiisana bokura no ōki na HEART (off vocal)
4. 1 2 3 4 Go Go GOoooo!!! ~Kyouryuu Kazoeuta~ (off vocal)